# برايان براتون
برايان براتون (بالإنجليزية: Brian Bratton)‏ هو لاعب كرة قدم كندية أمريكي، ولد في 31 يوليو 1982 في ويلينغ في الولايات المتحدة.

## وصلات خارجية
- الموقع الرسمي